# Sneglehuset
Sneglehuset er et hus og museum, der ligger i Thyborøn. Huset er dekoreret med muslingeskaller og sneglehuse af den tidligere ejer Alfred Chr. Pedersen, der var fisker, fra 1949 og 25 år frem, deraf navnet..
Huset har en permanent udstilling af muslinger og sneglehuset, samt genstande, som lokale fiskere har fundet i deres fiskenet og flaskeskibe.